# Les Bords du Nil (film, 1912)
Pour plus de détails, voir Fiche technique et Distribution.
Les Bords du Nil (Along the River Nile) est un documentaire américain sorti en 1912, tourné sur les bords du Nil, en Égypte, durant l'hiver 1912 par Sidney Olcott.

## Fiche technique
- Réalisation : Sidney Olcott
- Scénario : Gene Gauntier
- Production : Kalem
- Distribution : General Film Company
- Directeur de la photo : George K. Hollister
- Décors :
- Longueur : 166 m
- Date de sortie : 20 décembre 1912